# Vallée d'Aoste - Autonomie Progrès Fédéralisme
Vallée d'Aoste - Autonomie Progrès Fédéralisme, fou una coalició política de la Vall d'Aosta creada per Unió Valldostana que defensava la tutela de les minories lingüístiques de la regió.
Es va presentar a les eleccions legislatives italianes de 2006, formada per la UV i els moviments Stella Alpina i Fédération Autonomiste, al col·legi uninominal de la Vall d'Aosta a la Cambra dels Diputats i al Senat d'Itàlia. Va ontenir 24.000 vots (30,7%) per Marco Viérin de SA a la Cambra i 23.500 vots (32%) per Augusto Rollandin d'UV al Senat, sense que en foren escollits cap dels dos.
A les legislatives de 2008, la llista va prendre la denominació Vallée d'Aoste, i va rebre el suport novament d'Unió Valldostana, Fédération Autonomiste i Stella Alpina, amb dos candidats d'UV, Antonio Fosson al Senat, assessor regional de Sanitat el 2003-2008, i Ego Perron a la Cambra, actual president del Consell de la Vall.
Fosson fou elegit al Senat, mentre que Perron fou derrotat per Roberto Nicco.